# Sąsiadka (film 2009)
Sąsiadka (ang. Neighbor) – amerykański film grozy z 2009 roku. 

## Treść
Do spokojnej podmiejskiej dzielnicy wprowadza się samotna kobieta, która szybko zdobywa sympatię mieszkańców. Nikt nie wie, że nowa sąsiadka jest psychopatyczną seryjną morderczynią, której sprawia przyjemność torturowanie i mordowanie swoich ofiar. Pewnego dnia poznaje młodego i przystojnego muzyka. Spędzają wieczór w barze, a potem w jego domu. Po przebudzeniu mężczyzna spostrzega, że jest związany. Rozpoczyna się jego walka o życie z bezwzględną sadystką...

## Główne role
- America Olivo - Dziewczyna (morderczyni)
- Christian Campbell - Don Carpenter
- Mink Stole - Pani Spool
- Lauren Rooney - Elizabeth Hitchcock
- Pete Postiglione - Mike Hodder
- Joe Aniska - Sam Landis
- Sarah McCarron - Nancy Baker
- Amy Rutledge - Jenn Crawford